# غامالسفينسكبي
غامالسفينسكبي (بالسويدية الفصحى: "Gammalsvenskby"، وبالسويدية العامية المحلية: "Gammölsvänskbi"، التي تعني حرفياً «القرية السويدية القديمة»، واسمها بالأوكرانية: "Старошведське") هي قرية أوكرانيَّة تُمثل اليوم جزءاً من بلدة زمييفكا، وهي تقع في أوبلاست خيرسون الواقع جنوبيَّ أوكرانيا، وتحمل تراثاً ثقافياً سويدياً. كما تضمُّ بلدة زمييفكا ثلاث قرى أخرى، قطنها سكان ألمان عرقياً. أوت المنطقة ومُجمل جنوب روسيا خلال القرن التاسع عشر الكثير من الألمان المُنتمين إلى كنائس بروتستانتية مختلفة، خصوصاً اللثوريون والمونينوتيون فضلاً عن الرومان الكاثوليك.
بعد ستيلاء الإمبراطورية الروسية على إستونيا في القرن الثامن عشر أجبرَ حوالي 1,000 شخص من سويديي إستونيا على الهجرة إلى جنوب أوكرانيا، حيث أسَّسوا لهم هناك قرية غامالسفينسكبي (والتي تعني بلغتهم «القرية السويدية القديمة»). واليوم، لم يَعد سوى عجائز قليلون في القرية يتحدثون السويدية ويَهتمون بإقامة الاحتفالات والمناسبات السويدية، ولهجتهم الآن آخذة بالاندثار في معظمها.